# Staffan Tapper
Staffan Tapper (Malmö, 1948. július 10. –) svéd válogatott labdarúgó.

## Pályafutása

### Klubcsapatban
1967 és 1979 között a Malmö FF labdarúgója volt, ahol öt bajnoki címet és négy svédkupa-győzelmet ért el. Összesen 220 bajnoki mérkőzésen 42 gólt szerzett.

### A válogatottban
1971 és 1978 között 36 alkalommal szerepelt a svéd válogatottban és három gólt szerzett. Részt vett az 1974-es és az 1978-as világbajnokságon.

## Sikerei, díjai
Malmö FF
- Svéd bajnok (5): 1970, 1971, 1974, 1975, 1977
- Svéd kupa (4): 1973, 1974, 1975, 1978